# Era diocleciana

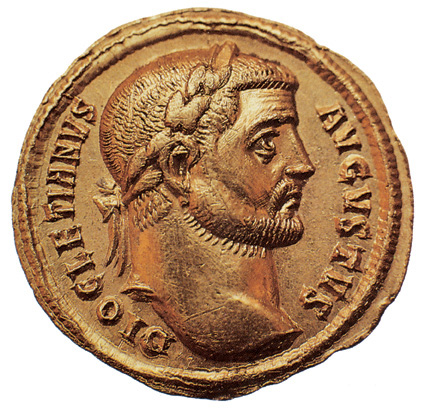
Emperador Diocleciano

La era diocleciana (anno Diocletiani) conocida también como era de los mártires es un método de numeración de los años usado por los cristianos de Alejandría durante el siglo IV y V. Los cristianos occidentales se enteraron de él pero casi no lo usaron. 
Toma su nombre del emperador romano Diocleciano quien promovió la más prolongada persecución contra los cristianos en el Imperio. Como Diocleciano comenzó su reino durante el año alejandrino el 29 de agosto de 284, el año 1 comenzó en esa fecha. Cuando Dionisio el Exiguo continuó estas tablas por otros 95 años, reemplazó la era diocleciana por la era cristiana o anno Domini porque no deseaba continuar el recuerdo de un tirano que había perseguido a los cristianos. La era cristiana llegó a prevalecer en el occidente latino pero no fue usado en el Este griego hasta los tiempos modernos.
Comenzó a ser usada el 29 de agosto del año 284. Desde el siglo VII tomó también el nombre de Era de los mártires. Se difundió desde Egipto hasta incluso Milán (existe una carta de Ambrosio de Milán donde se atestigua su uso).
Para conocer el año correspondiente según la era cristiana basta con sumar al año de la era diocleciana 284, aunque hay que tener en cuenta que en los distintos calendarios el año empieza en fechas diferentes.